# Agrochola insueta
Agrochola insueta là một loài bướm đêm trong họ Noctuidae.